# Power Macintosh

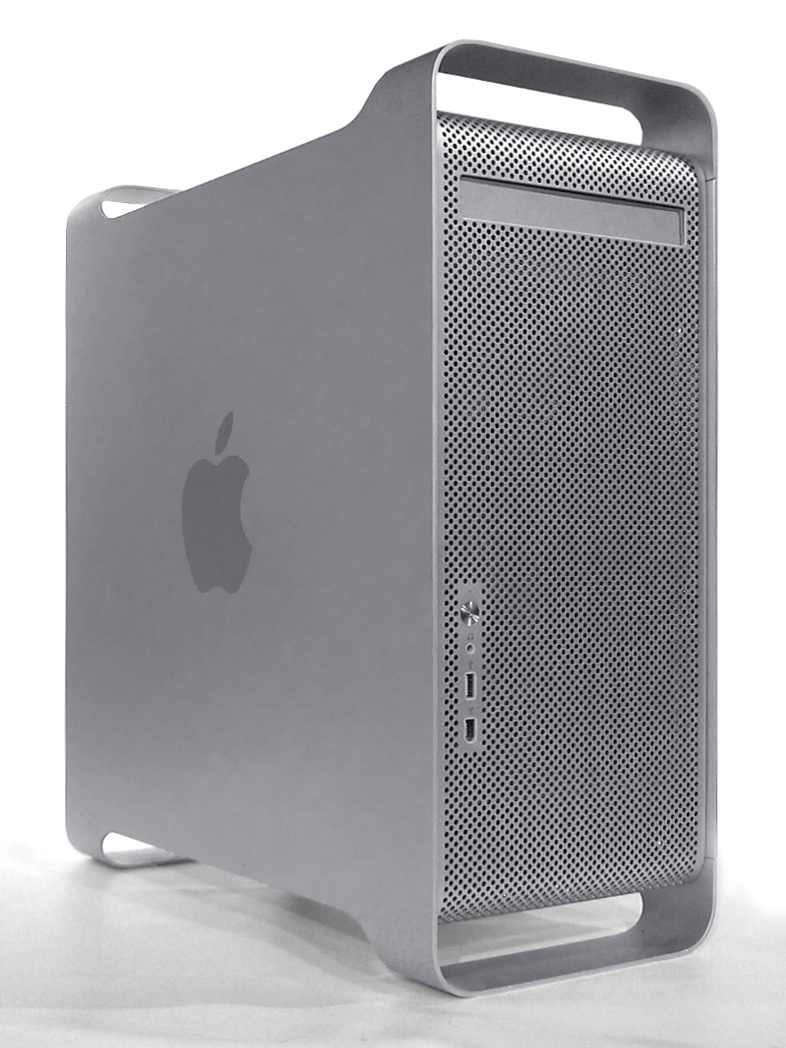

Los Power Macintosh son ordenadores que contienen procesadores del PowerPC 601 al PowerPC 970(G5). La última gama incorpora procesadores duales de 2,5 GHz RISC de 64 bits.